# Jabberwocky

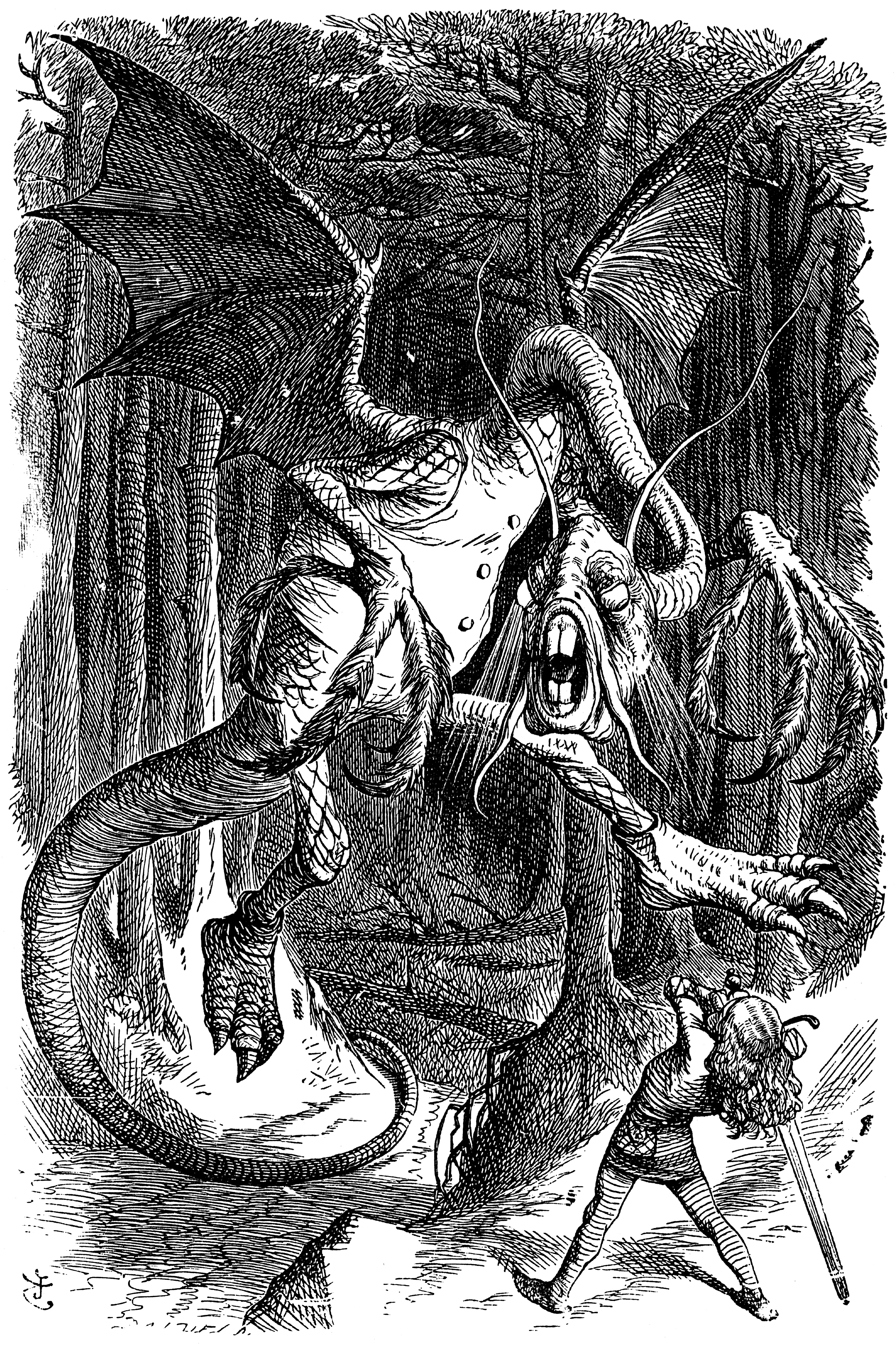
O Jabberwock, ilustrado por John Tenniel

"Jabberwocky" (mais conhecido como "Jaguadarte", na tradução de Augusto de Campos, ou "Pargarávio", na tradução de Maria Luiza X. de A. Borges) é um poema nonsense que aparece no livro Alice no País dos Espelhos (1871), do escritor britânico Lewis Carroll. Narra a morte de uma criatura chamada "Jabberwock", parodiando as epopeias que narravam a matança de dragões, e é considerado um dos principais poemas de nonsense escritos em língua inglesa.

## Traduções
O poema Jabberwocky ficou famoso no mundo todo, com traduções em diversas línguas, inclusive português, alemão, espanhol, francês, italiano, tcheco, húngaro, russo, búlgaro, japonês, latim e esperanto. Alguns exemplos de tradução da primeira estrofe podem ser vistos mais abaixo.
A tarefa de tradução é mais notável e difícil porque muitas das principais palavras do poema foram simplesmente inventadas por Carroll, não tendo significado prévio. Os tradutores geralmente lidaram com essas palavras inventando versões próprias. Às vezes, elas são similares quanto à sintaxe ou ao som das palavras de Carroll no que diz respeito à morfologia da linguagem para a qual se está traduzindo. Por exemplo, na tradução de Augusto de Campos "Twas brillig" é traduzido como "Era briluz". Nesses casos, a palavra original e a traduzida soam como palavras reais no léxico, mas não necessariamente palavras com significado similar. 
Os tradutores também inventaram palavras tiradas dos radicais com significado similar aos radicais do inglês usados por Carroll. Como Douglas Hofstadter notou, a palavra "slithy" soa como as palavras inglesas "slimy", "slither", "slippery", "lithe" e "sly". Uma tradução francesa usa "lubricilleux" para "slithy", evocando palavras francesas como "lubrifiaient" (lubrificado) para dar uma impressão similar de significado à da palavra inventada original.
| Exemplos de Tradução da Primeira Estrofe                                                                                        | | | | |
| Inglês (original) (Lewis Carroll)                                                                                               | Francês (Frank L. Warrin) | Italiano (Adriana Crespi) | Espanhol (Erwin Brea) | Português (Augusto de Campos) |
| 'Twas brillig, and the slithy toves Did gyre and gimble in the wabe: All mimsy were the borogoves; And the mome raths outgrabe. | Il brilgue: les tôves lubricilleux Se gyrent en vrillant dans le guave. Enmîmés sont les gougebosqueux Et le mômerade horsgrave. | Era brillosto, e gli alacridi tossi succhiellavano scabbi nel pantúle: Méstili eran tutti i paparossi, e strombavan musando i tartarocchi. | 'Era brilligio, y los rebalosioso mocasos Giraban y Girareon en las ondabolsciabo: Todo debilirana estaban las ramianandos Y los momiasera ratianeras fuerandabando. | Era briluz. As lesmolisas touvas roldavam e relviam nos gramilvos. Estavam mimsicais as pintalouvas, E os momirratos davam grilvos. |

O Jabberwock aparece no filme de Tim Burton, Alice no País das Maravilhas (2010), e é chamado de "Jabberwocky". Na dublagem brasileira, a tradução utilizada foi a de Augusto de Campos, "Jaguadarte", enquanto na dobragem portuguesa foi utilizada a tradução de Margarida Vale de Gato, "Rarrazoado".